# Como una ola de fuerza y luz
Como una ola de fuerza y luz (Comme une vague de force et de lumière en espagnol) est une œuvre pour soprano, piano, orchestre et bande magnétique du compositeur italien Luigi Nono, écrite en 1971-1972.

## Historique
Membre du Parti communiste italien depuis 1952, Luigi Nono souhaitait travailler avec ses compatriotes Maurizio Pollini et Claudio Abbado, également engagés politiquement à gauche. Il commence à composer une œuvre pour piano et orchestre. Apprenant la mort par accident de Luciano Cruz, un de ses amis chiliens, qui avait cofondé le Mouvement de la gauche révolutionnaire, il décide d'ajouter une partie pour soprano sur un texte écrit par le poète argentin Julio Huasi. La partition est dédiée à « Luciano Cruz para vivir ».
L'œuvre est créée le  26 juin 1972 à La Scala de Milan par la soprano Slavka Taskova, le pianiste Maurizio Pollini et l'orchestre de la Scala dirigé par Claudio Abbado.
Son exécution demande à peu près trente minutes.

## Discographie
- Slavka Taskova, Maurizio Pollini et l'Orchestre symphonique de la Radiodiffusion bavaroise dirigé par Claudio Abbado, 1973 (Deutsche Grammophon)
- Ursula Reinhardt-Kiss, Giuseppe La Licata et l'Orchestre symphonique de la MDR dirigé par Herbert Kegel, 1976 (Berlin Classics)
- Eirian Davies, Stefan Litwin et l'Orchestre symphonique de la SWR de Baden-Baden et Fribourg-en-Brisgau dirigé par Michael Gielen, 1998 (Col legno)
- Claudia Barainsky, Jan Michiels et l'Orchestre symphonique de la WDR de Cologne dirigé par Peter Rundel, 2012 (Kairos)